# فکه، ترکیه

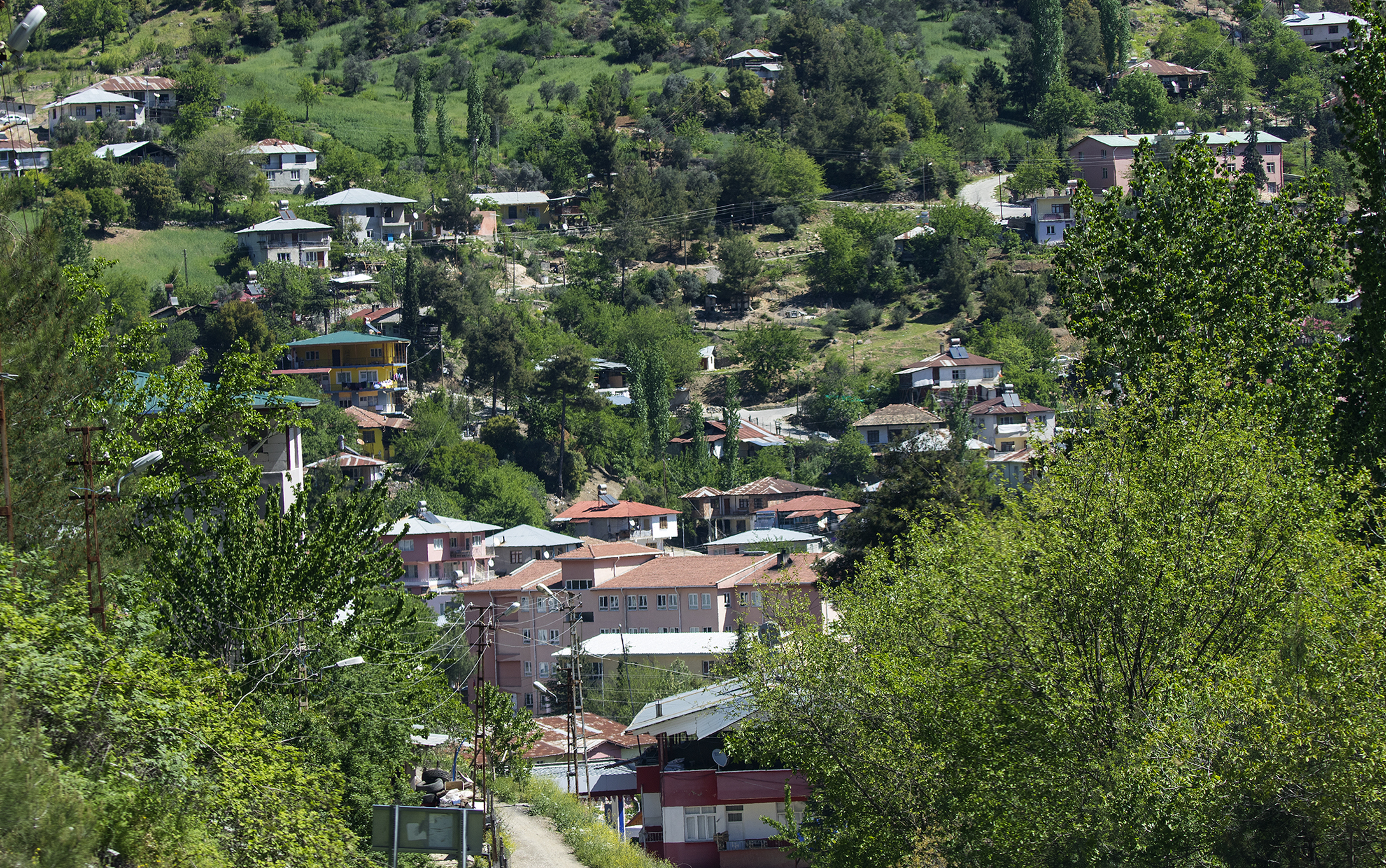
فکه، ترکیه

فکه، ترکیه (ارمنی: Վահկա) شهری در ترکیه است.